# The Boatman's Call
The Boatman's Call — десятий студійний альбом австралійського гурту Nick Cave and the Bad Seeds, представлений 3 березня 1997 року. Альбом повністю ґрунтується на піаніно та характеризується чергуванням сумних та романтичних настроїв, що робить його помітним відходом від більшості пост-панкового звучання колективу до цього часу. Платівка є однією із найбільш визнаних релізів у кар'єрі Ніка Кейва.

## Список пісень
Автор музики і слів Нік Кейв. 
| #     | Назва                                           | Тривалість |
| ----- | ----------------------------------------------- | ---------- |
| 1.    | «Into My Arms»                                  | 4:15       |
| 2.    | «Lime Tree Arbour»                              | 2:56       |
| 3.    | «People Ain't No Good»                          | 5:42       |
| 4.    | «Brompton Oratory»                              | 4:06       |
| 5.    | «There Is a Kingdom»                            | 4:52       |
| 6.    | «(Are You) The One That I've Been Waiting For?» | 4:05       |
| 7.    | «Where Do We Go Now But Nowhere?»               | 5:46       |
| 8.    | «West Country Girl»                             | 2:45       |
| 9.    | «Black Hair»                                    | 4:14       |
| 10.   | «Idiot Prayer»                                  | 4:21       |
| 11.   | «Far from Me»                                   | 5:33       |
| 12.   | «Green Eyes»                                    | 3:32       |
| 52:07 |                                                 |            |

## Чарти

### Тижневі чарти
| Чарт (1997)                                          | Найвища позиція |
| ---------------------------------------------------- | --------------- |
| Австралія Australian Albums (ARIA)                   | 5               |
| Австрія Austrian Albums (Ö3 Austria)                 | 18              |
| Бельгія Belgian Albums (Ultratop Flanders)           | 4               |
| Бельгія Belgian Albums (Ultratop Wallonia)           | 18              |
| Нідерланди Dutch Albums (MegaCharts)                 | 58              |
| Фінляндія Finnish Albums (Suomen virallinen lista)   | 17              |
| Франція French Albums (SNEP)                         | 26              |
| Німеччина German Albums (Offizielle Top 100)         | 19              |
| Нова Зеландія New Zealand Albums (Recorded Music NZ) | 4               |
| Норвегія Norwegian Albums (VG-lista)                 | 2               |
| Шотландія Scottish Albums (OCC)                      | 35              |
| Швеція Swedish Albums (Sverigetopplistan)            | 3               |
| Швейцарія Swiss Albums (Schweizer Hitparade)         | 32              |
| Велика Британія UK Albums (OCC)                      | 22              |

### Річні чарти
| Чарт (1997)                        | Позиція |
| ---------------------------------- | ------- |
| Belgian Albums (Ultratop Flanders) | 62      |

## Сертифікації
| Регіон | Сертифікація | Продажі  |
| --- | ------------ | -------- |
| Данія (IFPI Denmark)                                                                                       | Платиновий   | 20 000   |
| Велика Британія (BPI)                                                                                      | Золотий      | 100 000* |
| *продажі, що базуються лише на сертифікаціях · продажі+прослуховування, що базуються лише на сертифікаціях |              |          |